# 珀烏謝什蒂-默格拉希鄉
45°08′N 24°15′E / 45.133°N 24.250°E
珀烏謝什蒂-默格拉希鄉（羅馬尼亞語：Comuna Păușești-Măglași, Vâlcea），是羅馬尼亞的鄉份，位於該國西南部，由沃爾恰縣負責管轄，處於布加勒斯特西北面170公里，每年平均降雨量1,241毫米，海拔高度339米，2002年人口4,020。